# Округ Винклер (Тексас)
Округ Винклер (енгл. Winkler County) је округ у америчкој савезној држави Тексас. По попису из 2010. године број становника је 7.110.

## Демографија
Према попису становништва из 2010. у округу је живело 7.110 становника, што је 63 (0,9%) становника мање него 2000. године.
| Група             | 2000.         | 2010.         |
| Белци             | 3.825 (53,3%) | 3.024 (42,5%) |
| Афроамериканци    | 133 (1,9%)    | 156 (2,2%)    |
| Азијати           | 14 (0,2%)     | 17 (0,2%)     |
| Хиспаноамериканци | 3.156 (44,0%) | 3.824 (53,8%) |
| Укупно            | 7.173         | 7.110         |